# Acropsopilio
Genre
Synonymes
- Zeopsopilio Forster, 1948

Acropsopilio est un genre d'opilions dyspnois de la famille des Acropsopilionidae.

## Distribution
Les espèces de ce genre se rencontrent en Amérique, en Océanie et au Japon.

## Liste des espèces
Selon World Catalogue of Opiliones (22/04/2021) :
- Acropsopilio australicus Cantrell, 1980
- Acropsopilio boopis (Crosby, 1904)
- Acropsopilio chilensis Silvestri, 1904
- Acropsopilio chomulae (Goodnight & Goodnight, 1948)
- Acropsopilio neozelandiae (Forster, 1948)
- Acropsopilio venezuelensis González-Sponga, 1995

## Publication originale
- Silvestri, 1904 : « Descrizione di un nuovo genere di Opilionidi del Chile. » Redia, vol. 2, p. 254–256 (texte intégral).